# Un monde meilleur
Un monde meilleur è un cortometraggio francese del 2006 diretto da Igor Pejic e interpretato da David Belle.